# El Vilosell
El Vilosell település Spanyolországban, Lleida tartományban. El Vilosell Vallclara, Vilanova de Prades, La Pobla de Cérvoles, L'Albi és Vinaixa községekkel határos. Lakosainak száma 194 fő (2024).

## Népesség
A település népessége az utóbbi években az alábbiak szerint változott:
| Lakosok száma | 130  | 734  | 657  | 367  | 217  | 242  | 200  | 188  | 169  | 194  |
|               | 1717 | 1887 | 1936 | 1960 | 1986 | 2004 | 2009 | 2014 | 2019 | 2024 |